# Lemoviërs
De Lemoviërs (Latijn: Lemovii) waren een Germaanse stam, die ons slechts bekend is via de Romeinse geschiedschrijver Publius Cornelius Tacitus. Zij bewoonden rond het einde van de 2e eeuw na Christus de kust van Pommeren en waren de buren van de Goten en de Rugiërs. Evenals de Goten en Rugiërs waren de Lemoviërs vermoedelijk Oost-Germanen. Volgens Tacitus werden ze geregeerd door een koning en droegen hun krijgslieden korte zwaarden en ronde schilden, hetgeen rond die tijd onder Germanen algemeen gebruik was. Over hun herkomst en de betekenis van hun stamnaam tast men in het duister, ofschoon men heeft gepoogd verbanden te leggen met de Limfjord in Noord-Jutland, en de Oksywiecultuur. 
Na de grote Germaanse volksverhuizingen in de 5e eeuw na Christus zijn de Lemoviërs waarschijnlijk opgegaan in de Dębczyncultuur. In de 7e eeuw trekken West-Slavische volkeren het gebied binnen en vormen zich de Pomoranen.
In het Angelsaksische Widsith-Epos wordt een groot aantal Germaanse stammen opgesomd, waaronder de "Glommum" met hun koning "Heoden":
Casere weold Creacum ond Cælic Finnum, Hagena Holmrygum ond Heoden Glommum.— Widsith, 21
en:
Mid Rugum ic wæs ond mid Glommum ond mid Rumwalum— Widsith, 6
Deze "Glommum" worden in verband gebracht met de Lemoviërs. In het tweede citaat worden ze nog eens in één adem met hun buren de Rugiërs genoemd.
Hun Koning 'Heoden' wordt nog vaag herinnerd als 'Hethinn' in the Oudnoorse traditie en lijkt identiek te zijn met de 'Hithinus' uit Saxo Grammaticus' Gesta Danorum, het Deense geschiedswerk uit de 12e eeuw.
Alemannen · Ambivarieten · Ambronen · Ampsivaren · Angelen · Angrivariërs · Asdingen · Baemi · Bajuwaren · Bastarnen · Bataven · Bourgondiërs · Bructeren · Cananefaten · Chamaven · Chasuarii · Chatten · Chattuarii · Chauken · Cherusken · Cimbren · Cugerni · Dulgubnii · Fosi · Franken · Frisii · Gepiden · Goten · Harii · Helisiërs · Hermunduren · Herulen · Juten · Lakringen · Lemoviërs · Longobarden · Lugiërs · Manimiërs · Marcomannen · Marobudui · Marsi · Mattiakken · Naharvalen · Nemeten · Nerviërs · Ostrogoten · Quaden · Rugiërs · Saksen · Semnonen · Silingen · Sitones · Skiren · Sueben · Sugambren · Suiones · Tencteren · Teutonen · Toxandriërs · Triboken · Tubanten · Tudri · Tungri · Ubiërs · Usipeten · Vandalen · Vangionen · Visigoten · Volcae · Warnen
Germani cisrhenani:
Caerosi · Condrusi · Eburonen · Paemani · Segni
Stamverenigingen:
Herminones · Ingvaeones · Istvaeones